# Crypsinus chinensis
Crypsinus chinensis là một loài dương xỉ trong họ Polypodiaceae. Loài này được Ching Tagawa mô tả khoa học đầu tiên năm 1952.